# Хергенрётер, Йозеф
Йозе́ф Хе́ргенрётер (нем. Josef Hergenröther; 15 сентября 1824, Вюрцбург, королевство Бавария — 3 октября 1890, территориальное аббатство Веттинген-Мерерау, Брегенц, Австро-Венгрия) — немецкий куриальный кардинал, папский сановник и богослов. Первый префект Ватиканского секретного архива с 9 июня 1879 по 3 октября 1890. Кардинал-дьякон с 12 мая 1879, с титулярной диаконией Сан-Никола-ин-Карчере с 15 мая 1879 по 1 июня 1888. Кардинал-дьякон с титулярной диаконией Санта-Мария-ин-Виа-Лата с 1 июня 1888 по 3 октября 1890. Кардинал-протодьякон с 11 августа по 3 октября 1890 

## Биография
Учился в Вюрцбурге и в Риме. Проведя год в качестве приходского священника в Целлингене, недалеко от своего родного города, он в 1850 году был направлен по приказу своего епископа в университет Мюнхена, где получил степень доктора богословия в том же году, став в 1851 году приват-доцентом, а в 1855 году профессором церковного права и истории. В Мюнхене он получил репутацию одного из наиболее образованных богословов в отношении вопроса о непогрешимости папы римского, который начал тогда обсуждаться.
В 1868 году он был отправлен в Рим, чтобы участвовать в организации начала Ватиканского Собора. Он был верным сторонником догмы о непогрешимости и в 1870 году написал Anti-Janus, ответ на работу The Pope and the Council за авторством некого «Януса» (авторами были Доллингер и Дж. Фридрих), которая привлекла в своё время большое внимание. В 1877 году он был сделан прелатом папского двора; в 1879 году стал кардиналом-дьяконом и впоследствии был назначен куратором архивов Ватикана.
Похоронен в храме цистерцианского аббатства Мерерау (близ города Брегенца, Австрия). 